# Chapelle du Vieux-Bourg de Saint-Sulpice-des-Landes
La chapelle du Vieux Bourg est une chapelle située à Vallons-de-l'Erdre (commune déléguée de Saint-Sulpice-des-Landes) dans le département de Loire-Atlantique, Pays de la Loire, en France.

## Décor peint
L'église du Vieux-Bourg présente un décor peint sur la totalité des murs et de la voûte, sur une surface de 400 m2. Ce décor a été exécuté en trois périodes successives, la première durant 9 ans de 1447 à 1456, la deuxième a été réalisée à partir de 1456, la troisième à la fin du XVe siècle - début du XVIe siècle.
Cinquante scènes racontent l'histoire de la rédemption de l'homme. Le commanditaire de ce décor est probablement le seigneur de la Motte-Glain.
Les fonds et les aplats de couleur sont réalisés à la fresque, technique courante au Moyen Âge. Les détails sont réalisés à la peinture sur un enduit sec.

## Localisation
La chapelle est située sur la commune de Saint-Sulpice-des-Landes, dans le département de la Loire-Atlantique.

## Historique
Le monument est classé au titre des monuments historiques en 1977. Elle est propriété du Conseil départemental de la Loire-Atlantique depuis 1979. Le service Grand patrimoine de Loire-Atlantique en assure des visites guidées régulières.

## Galeries

Extérieurs
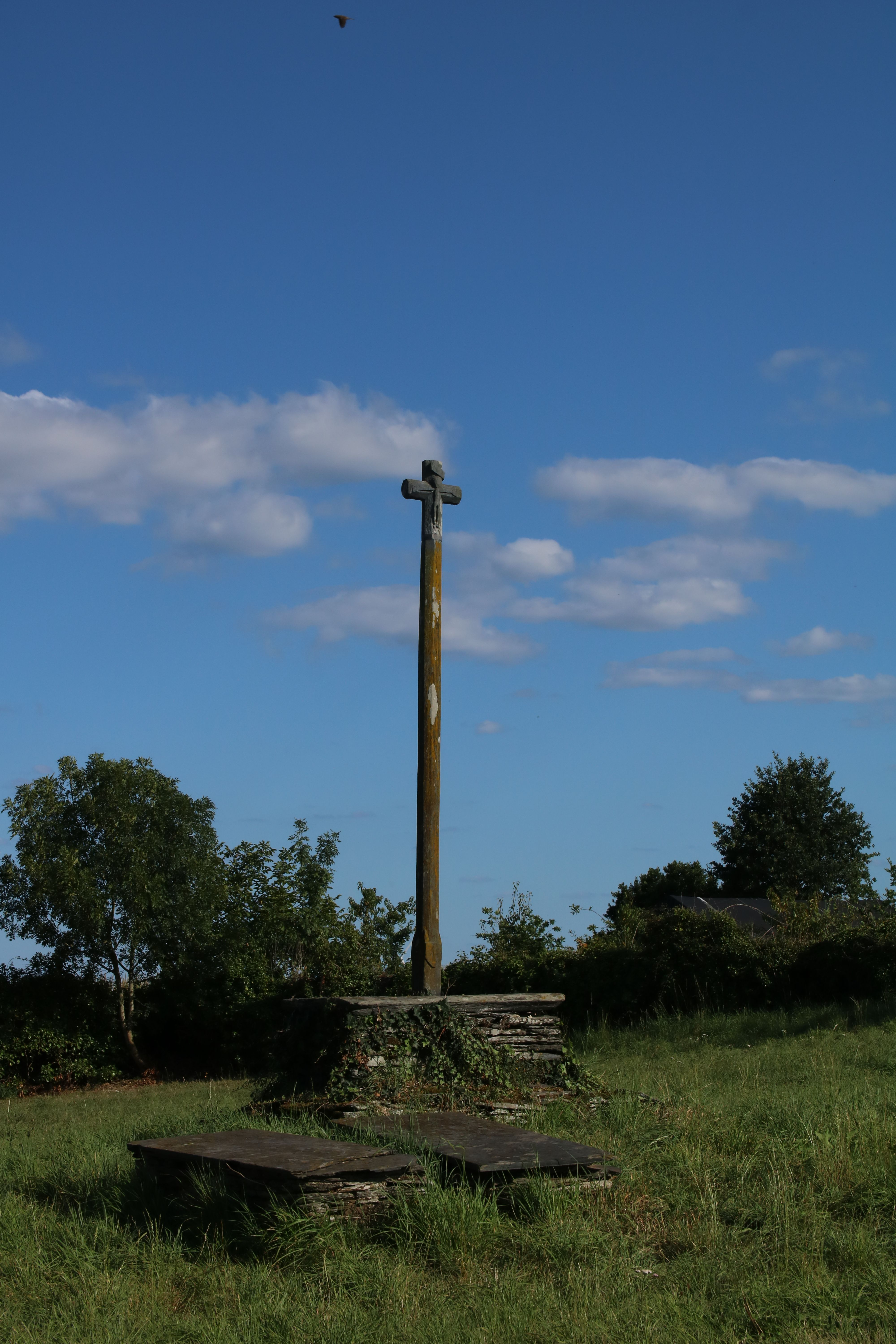
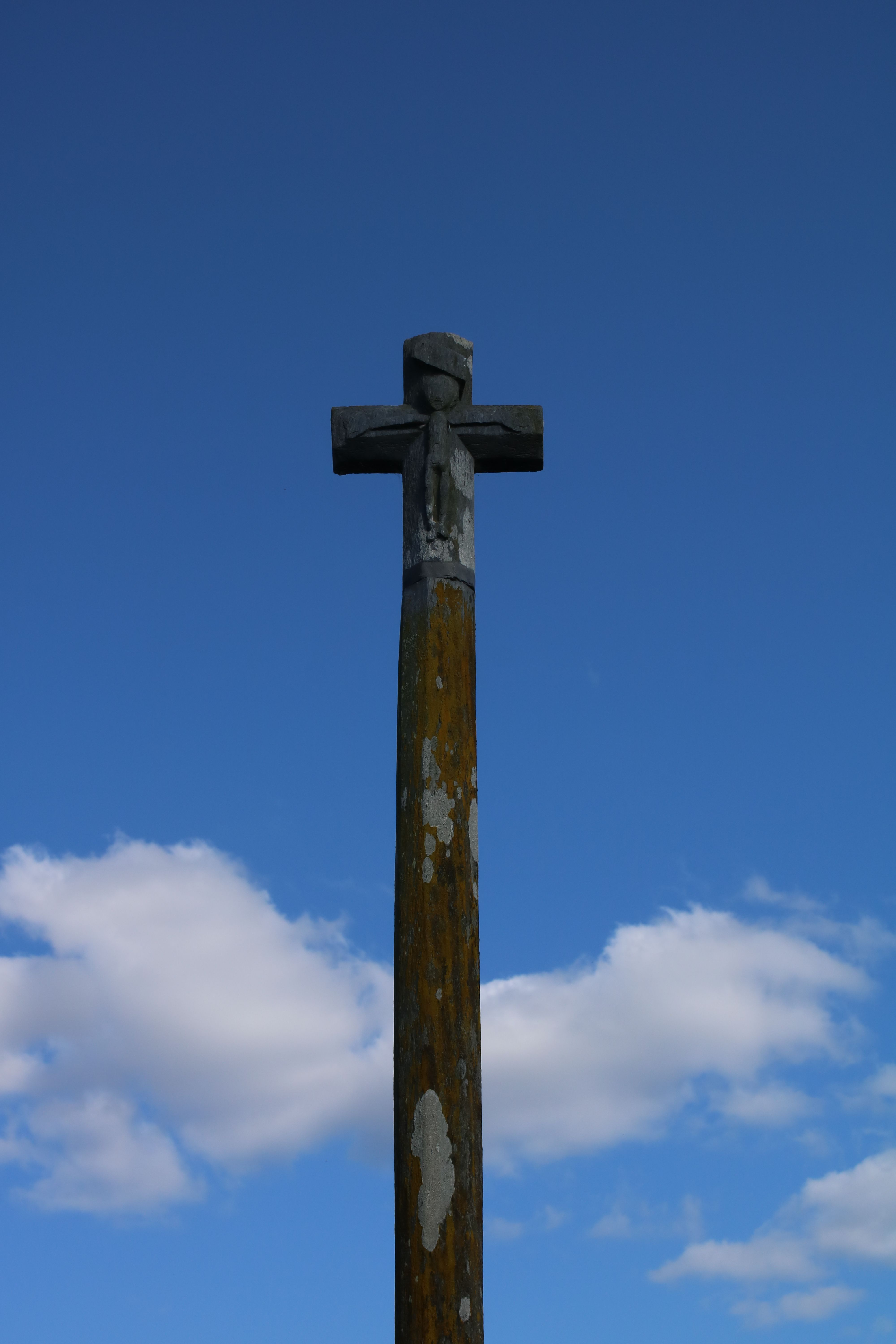
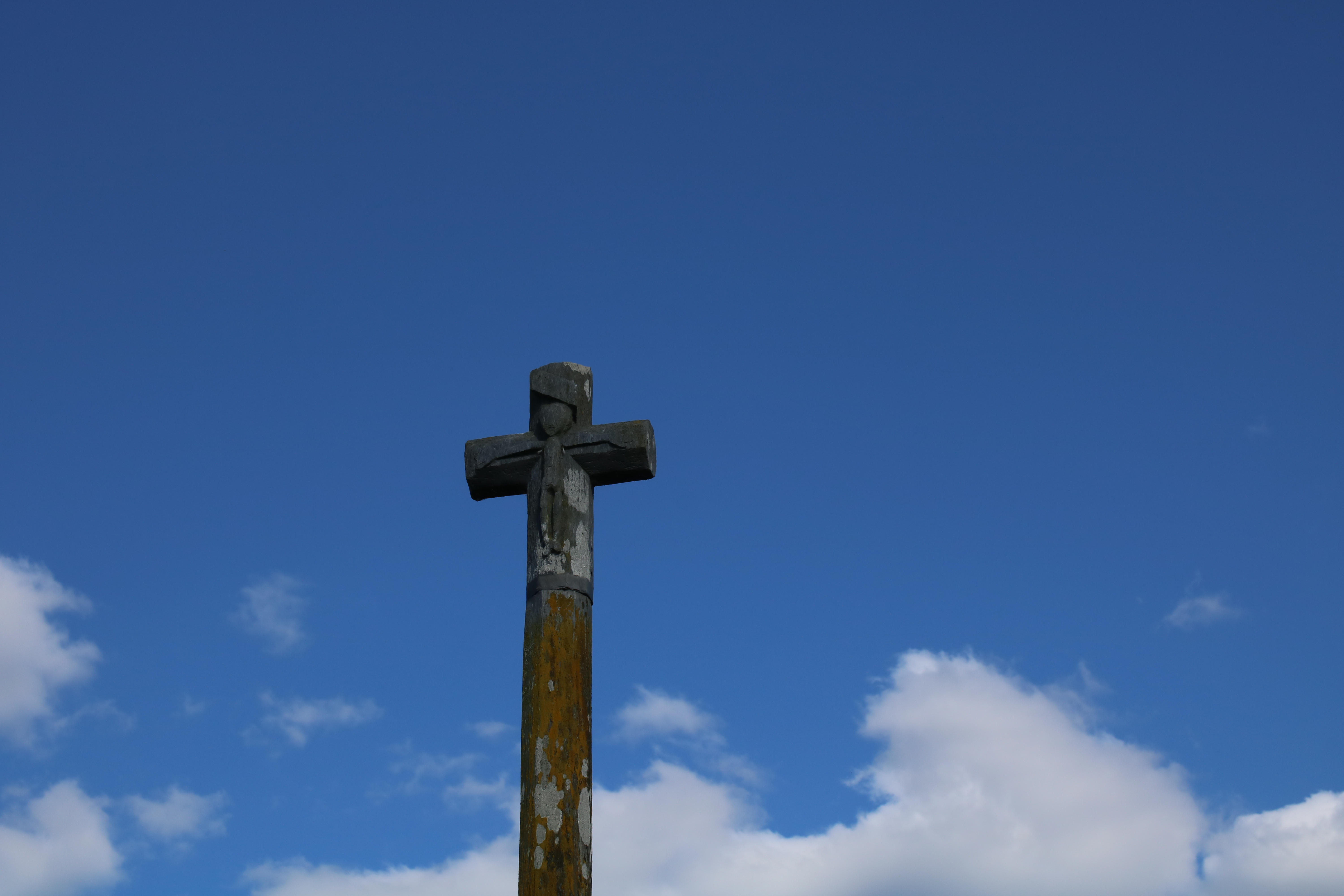
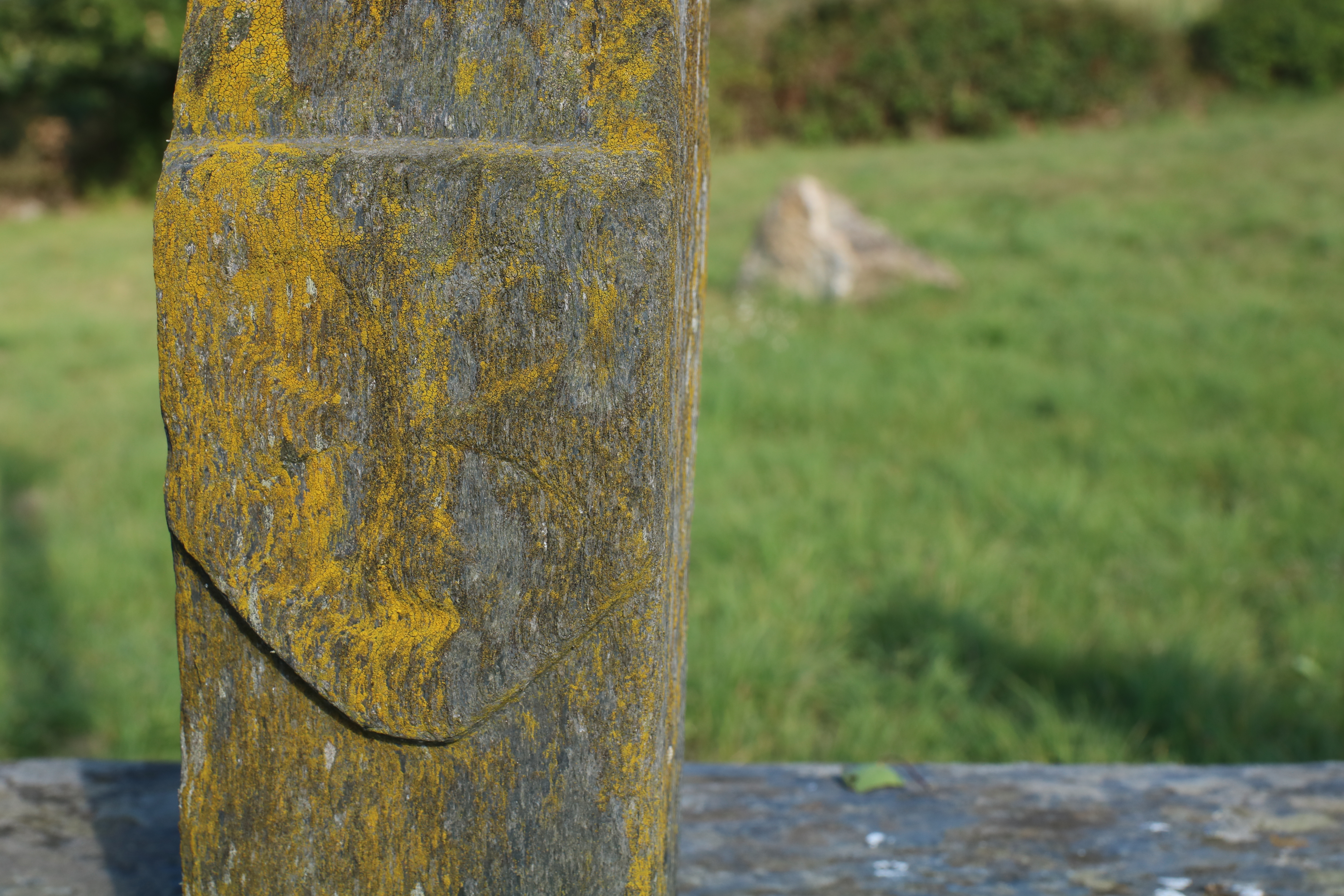
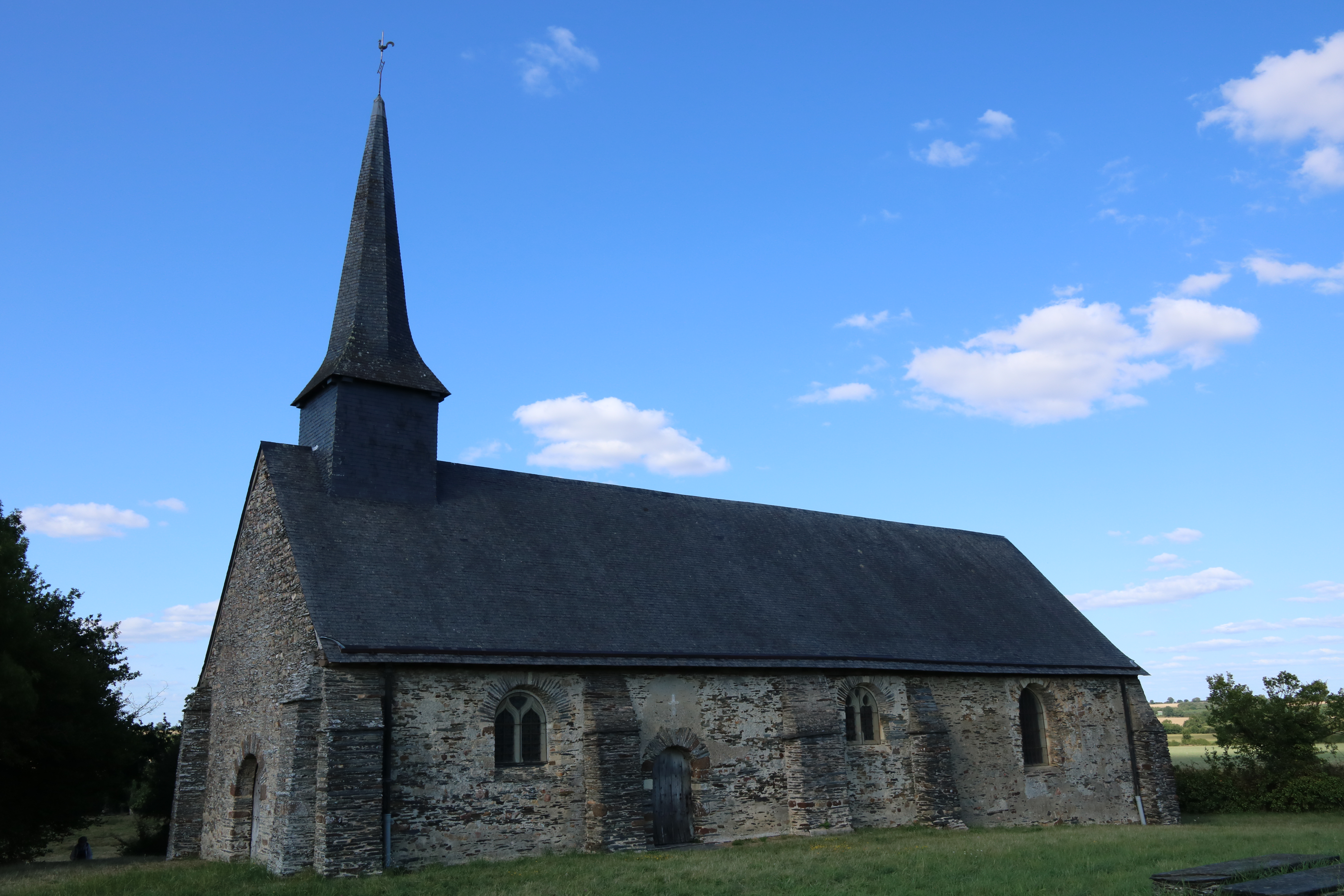
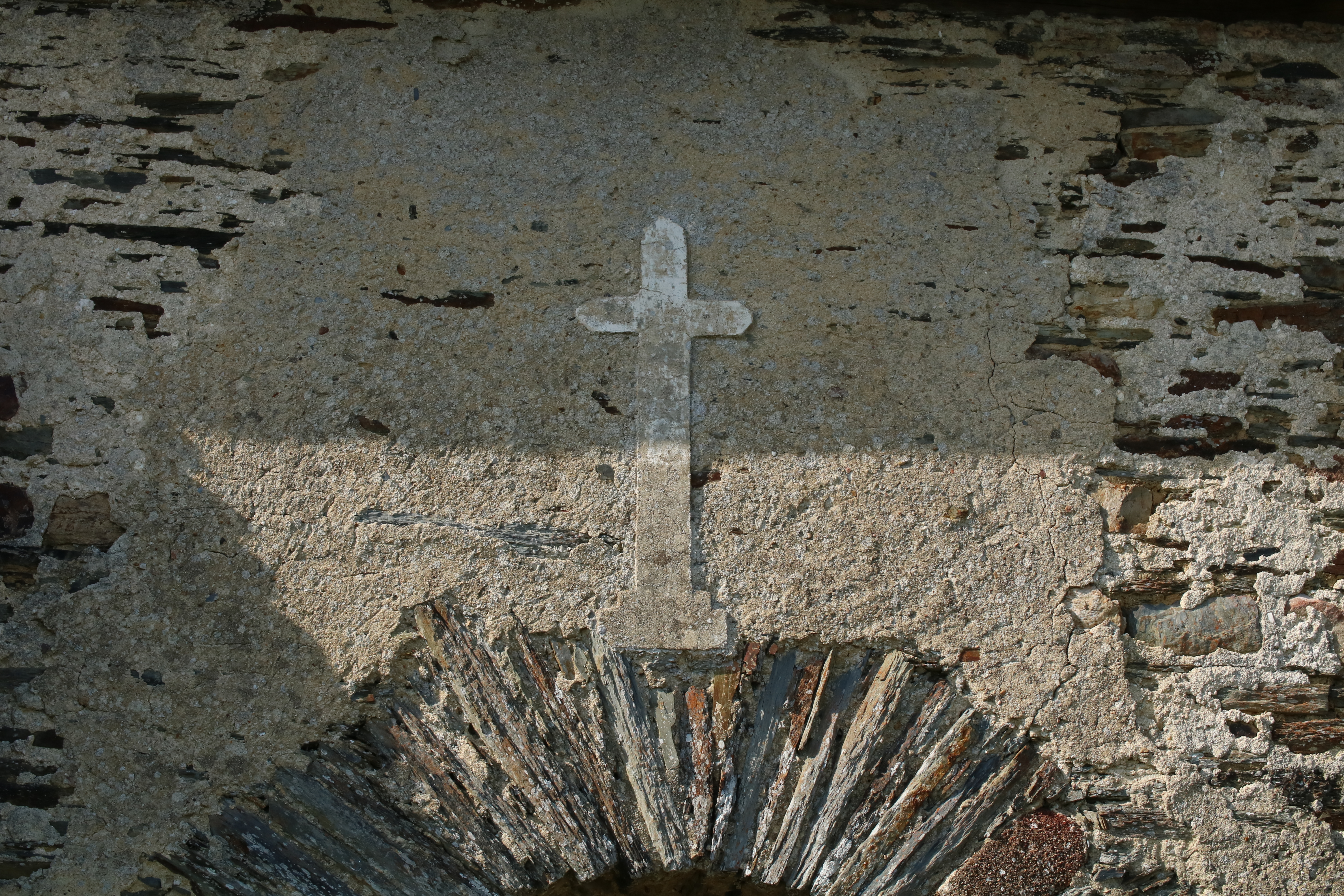
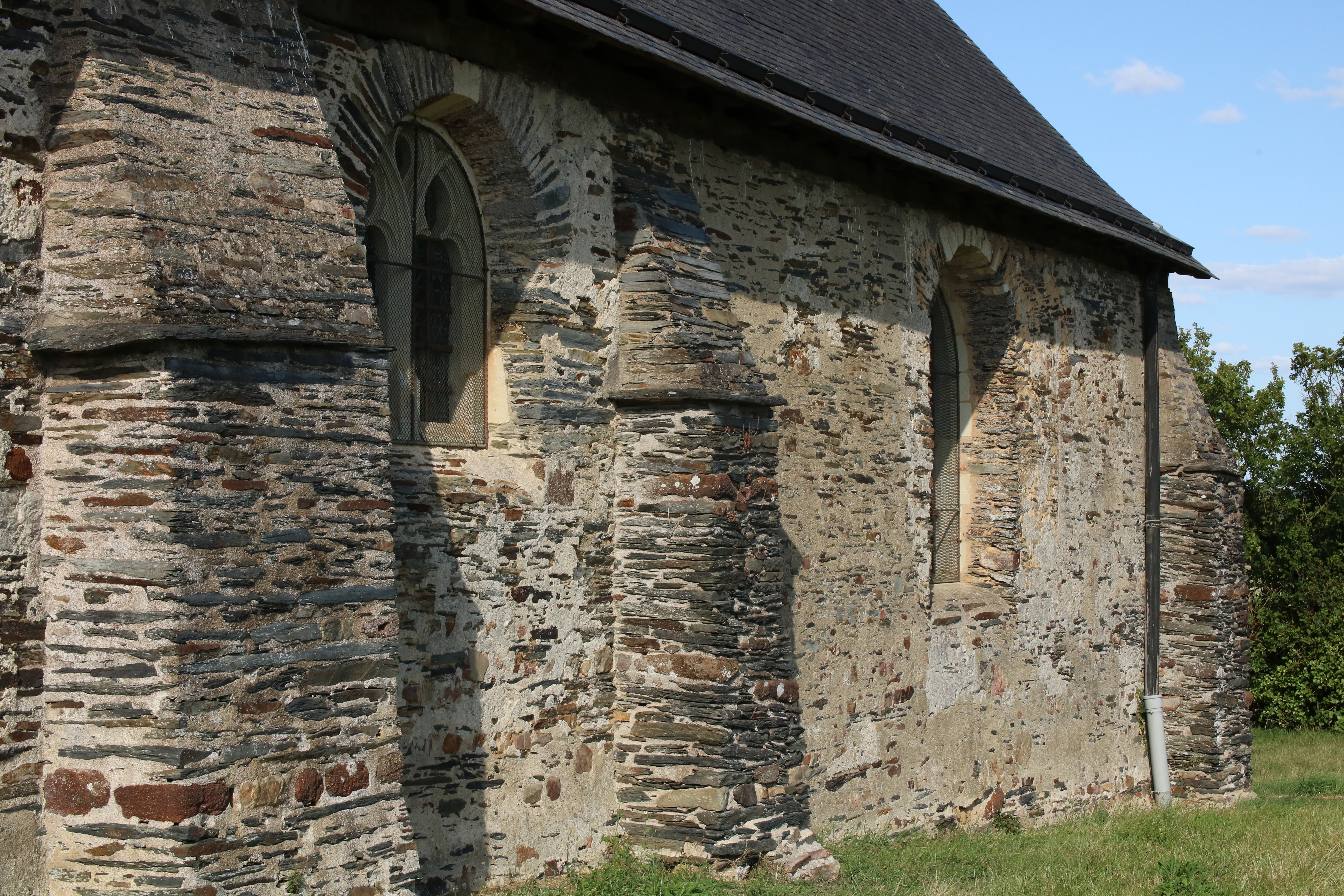

Fresques, fin XVe-début XVIe
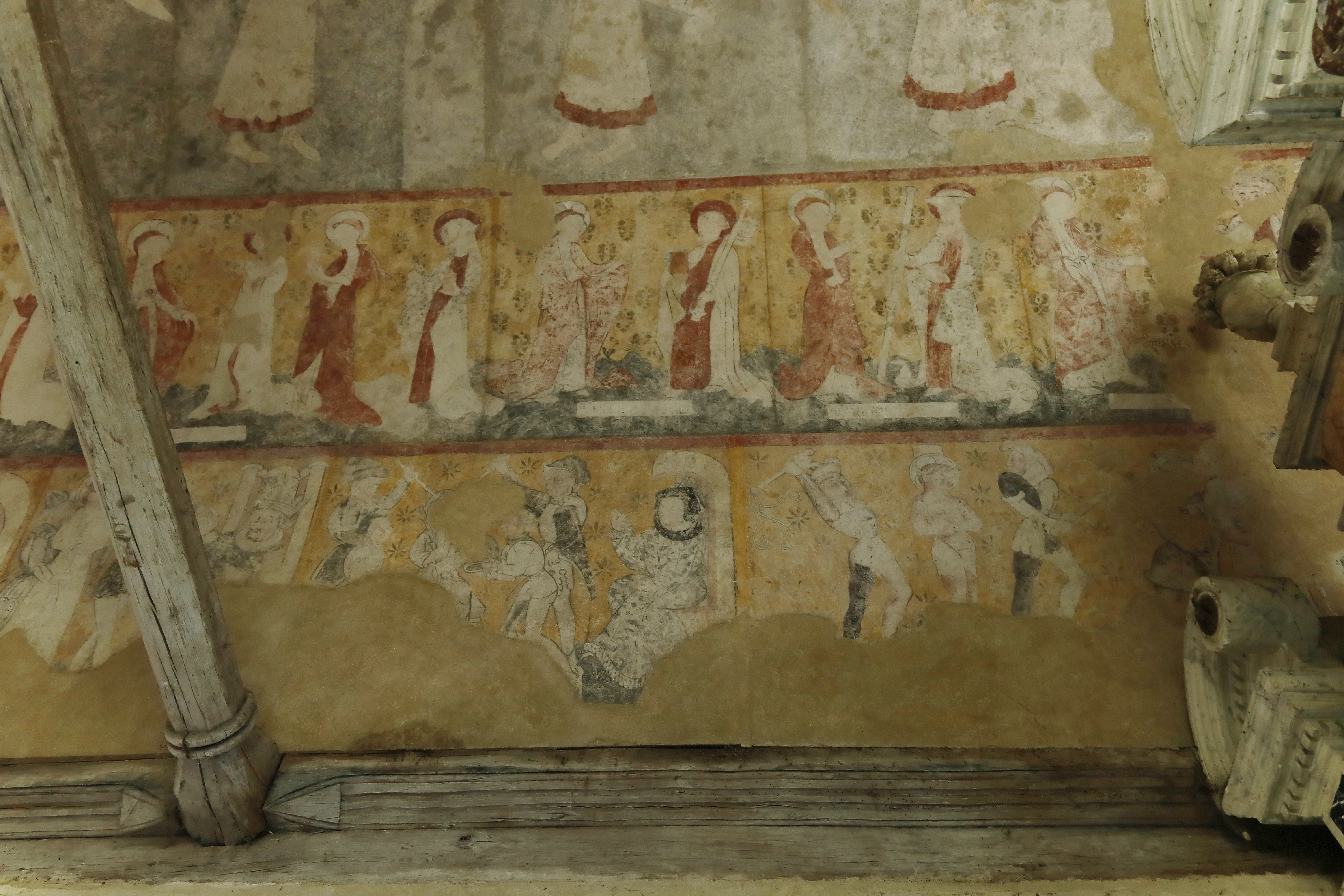
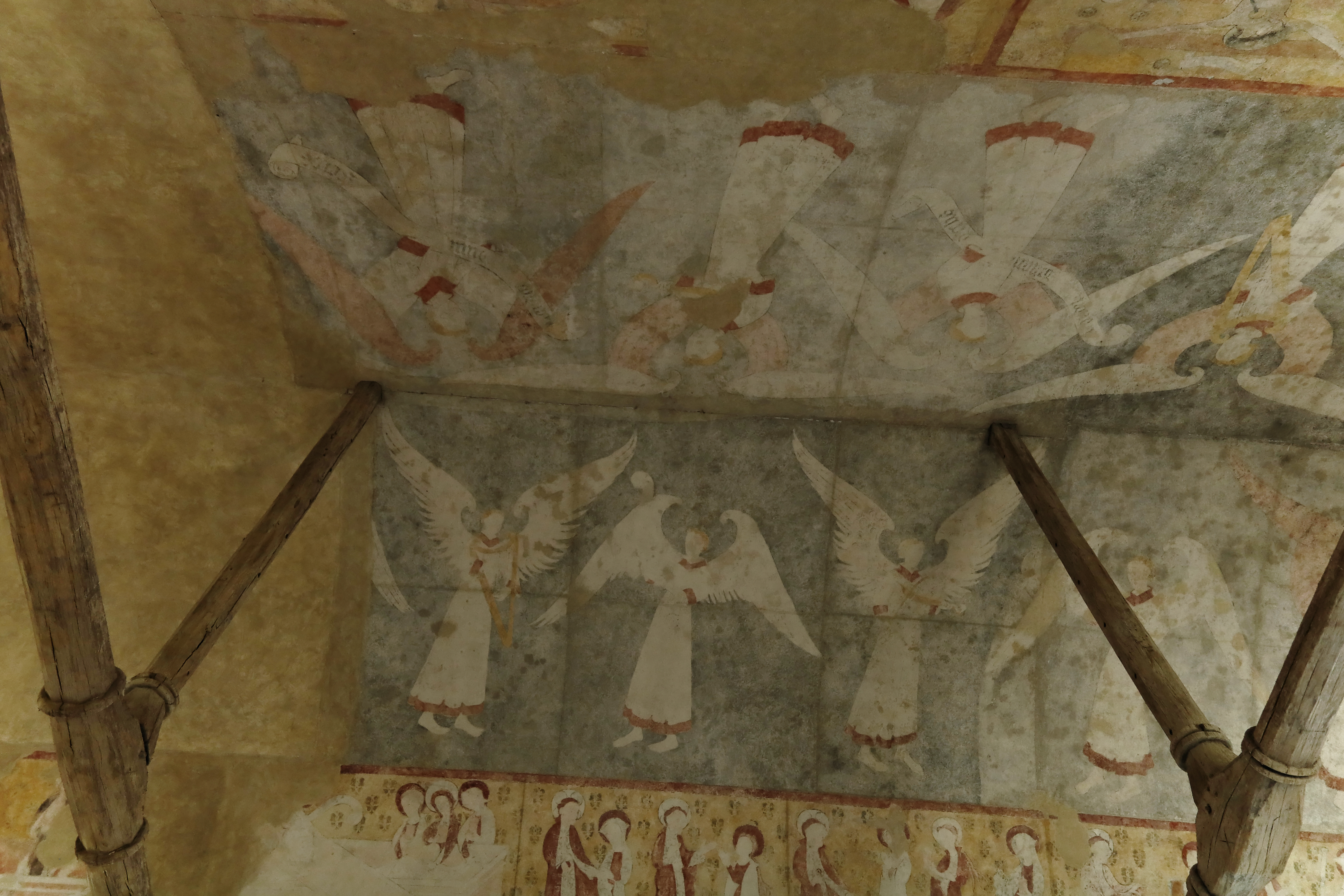
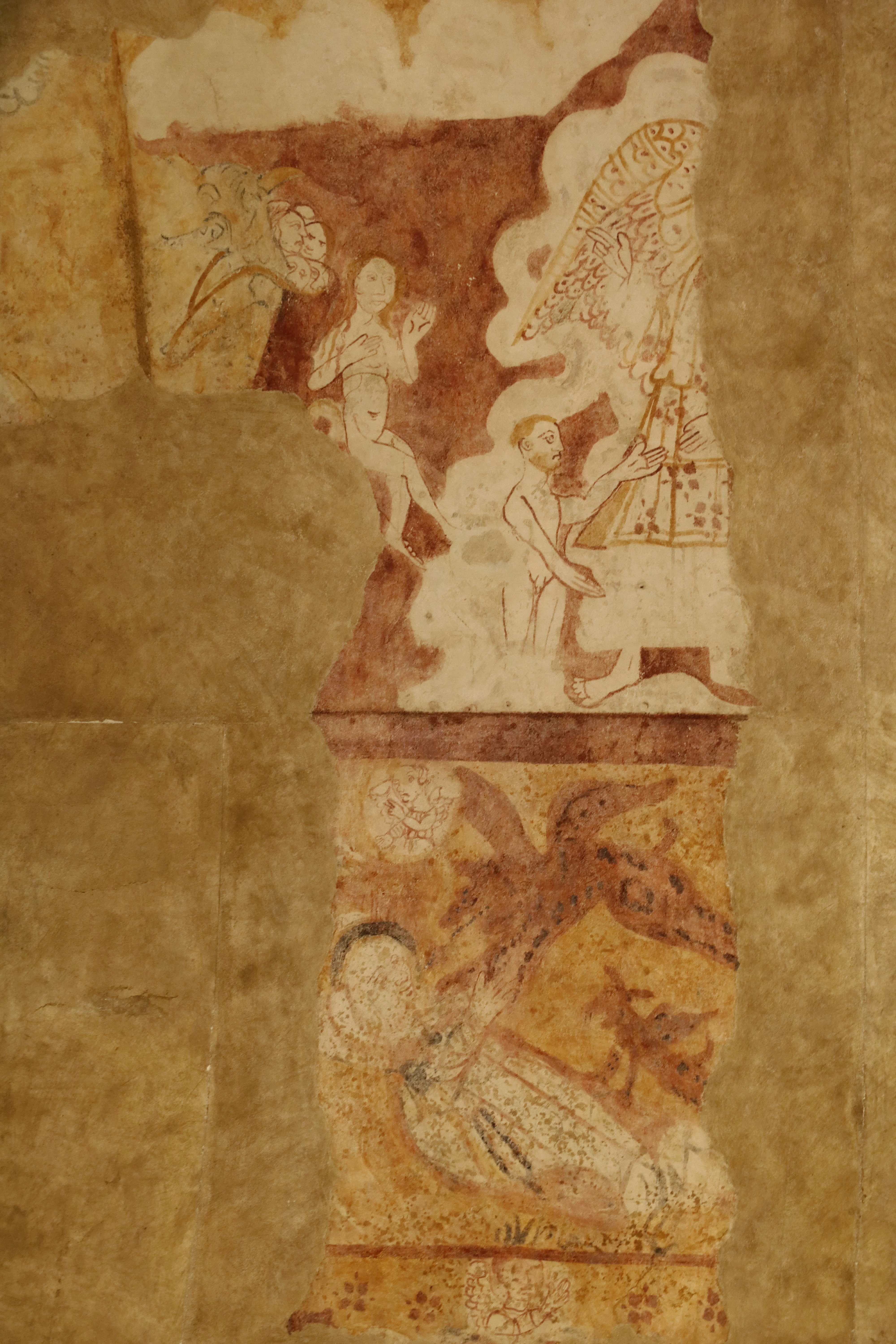
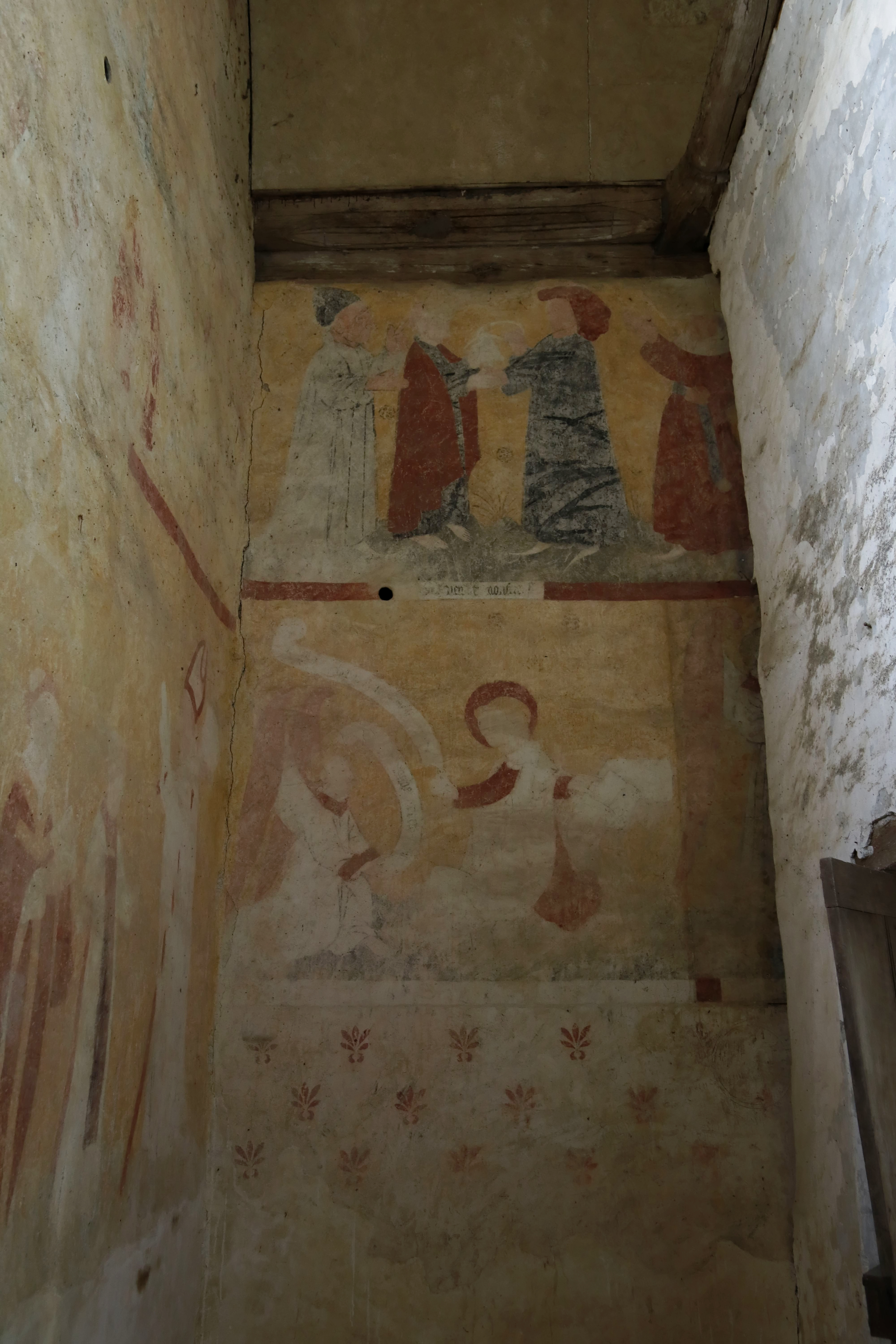
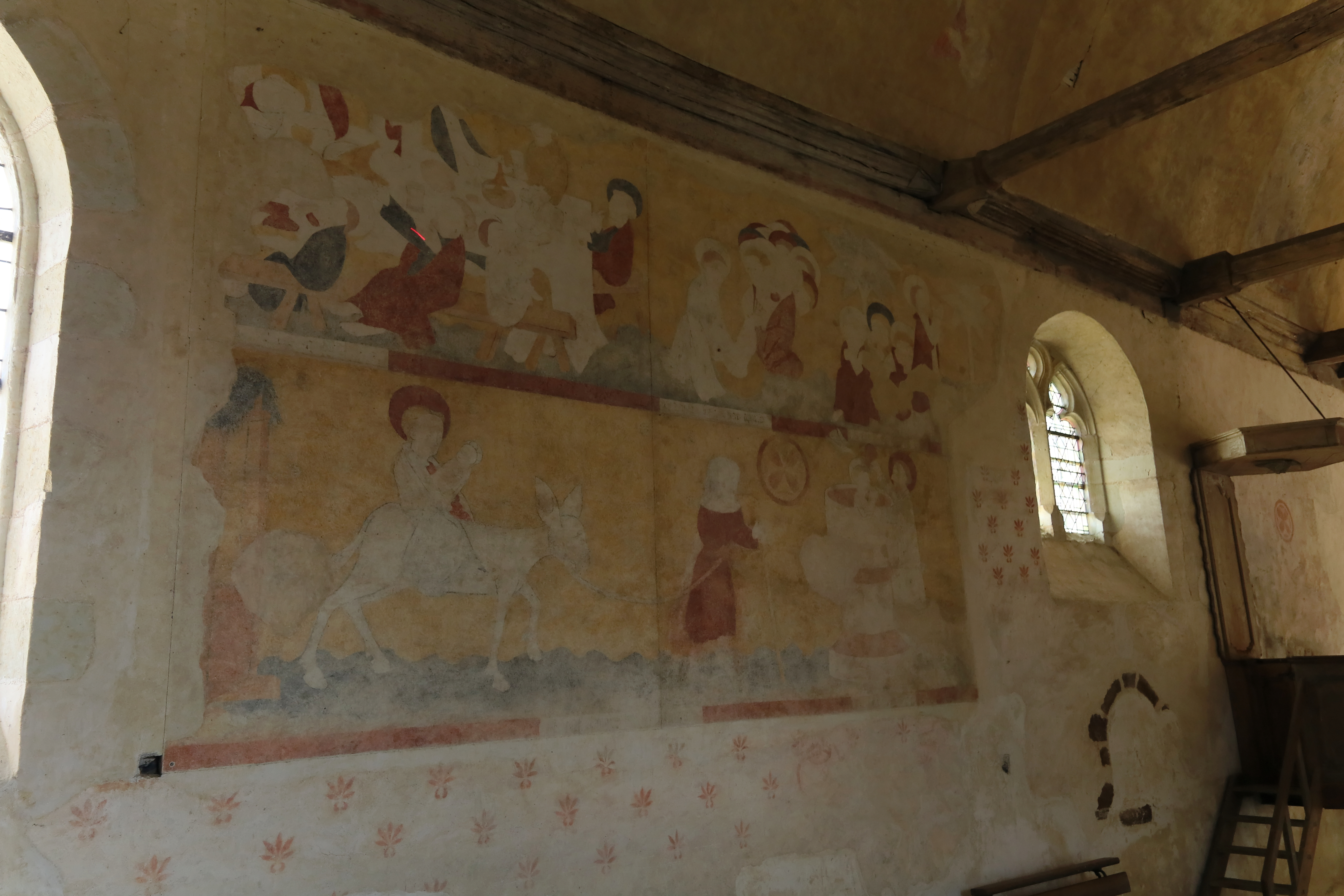
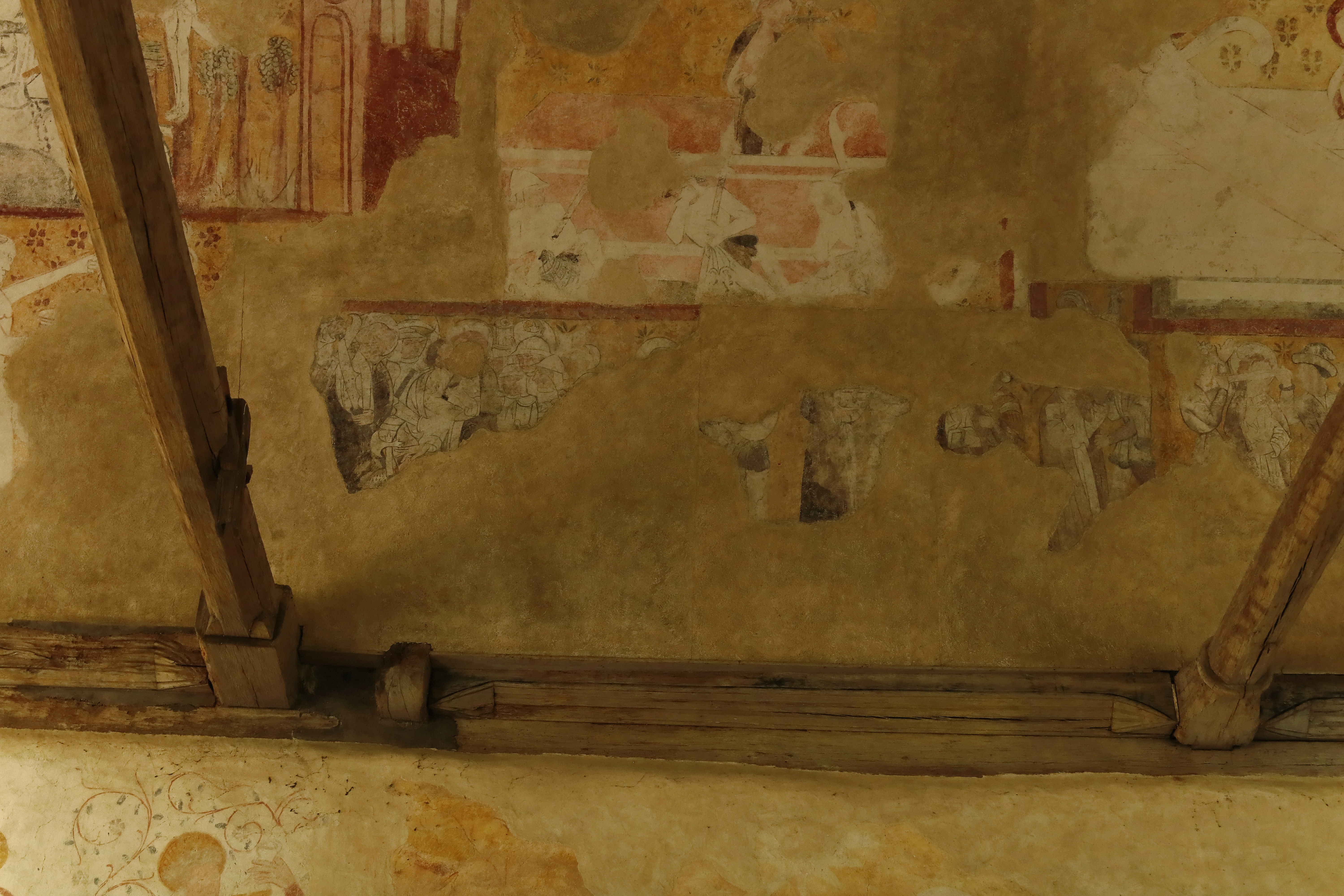
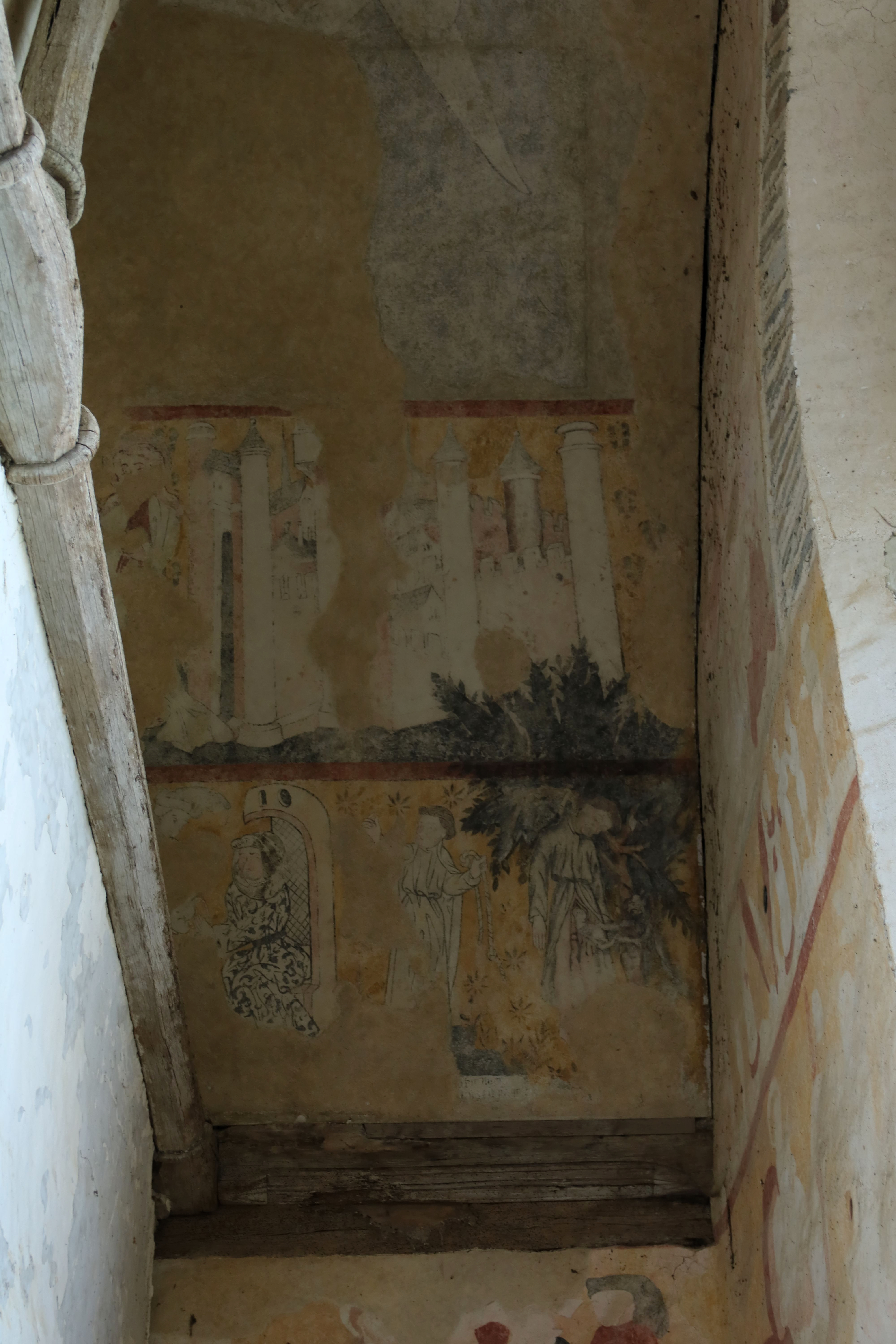
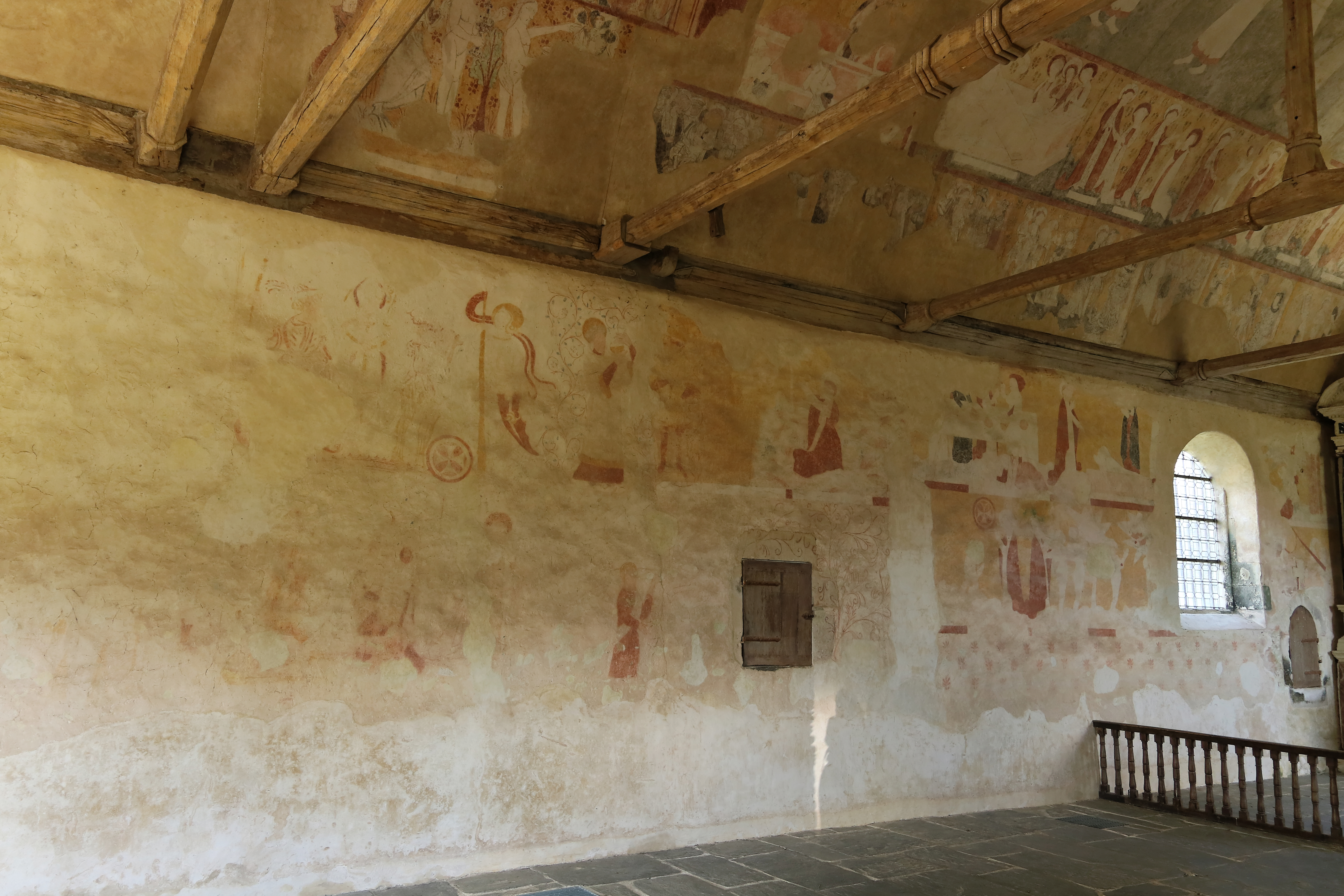
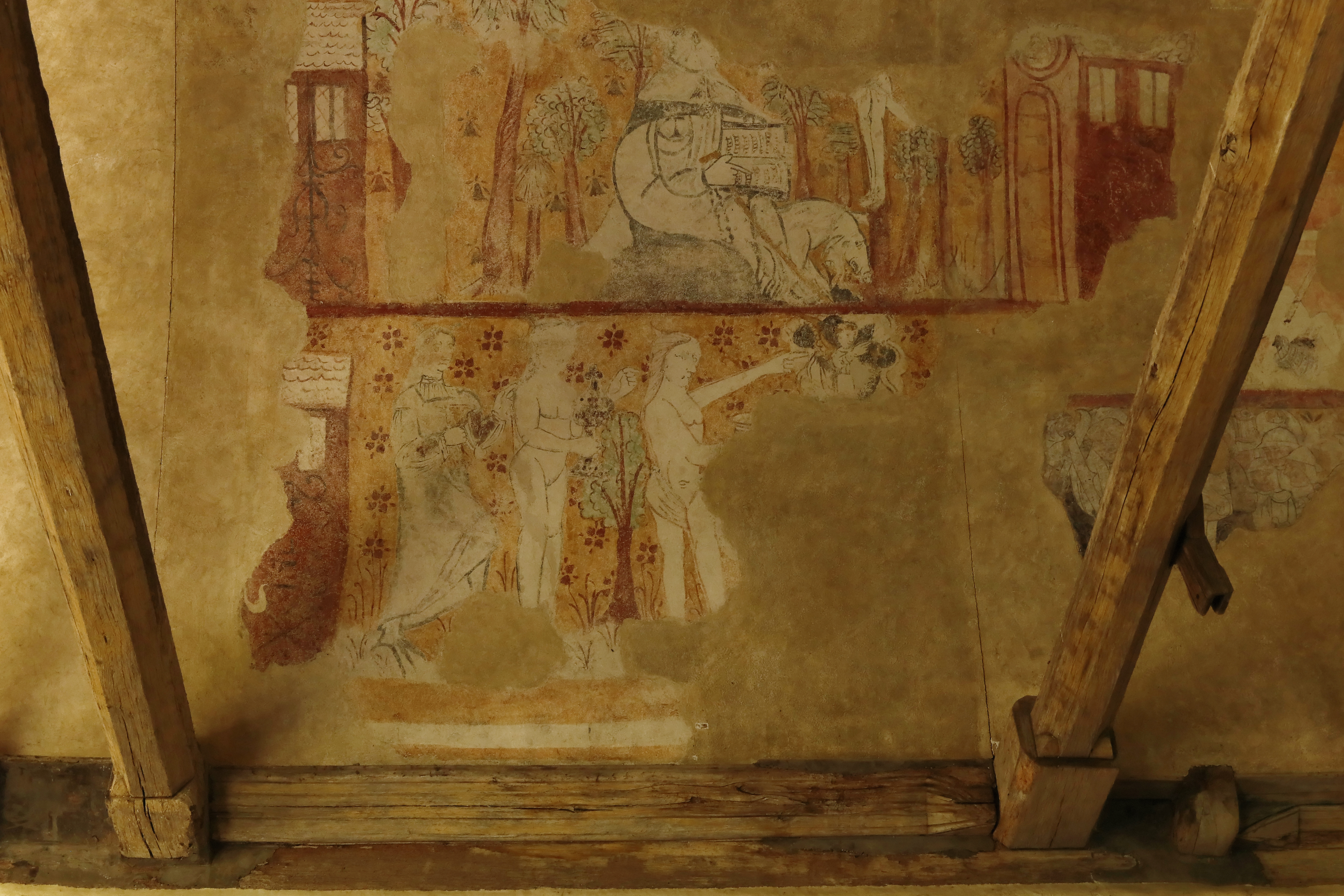
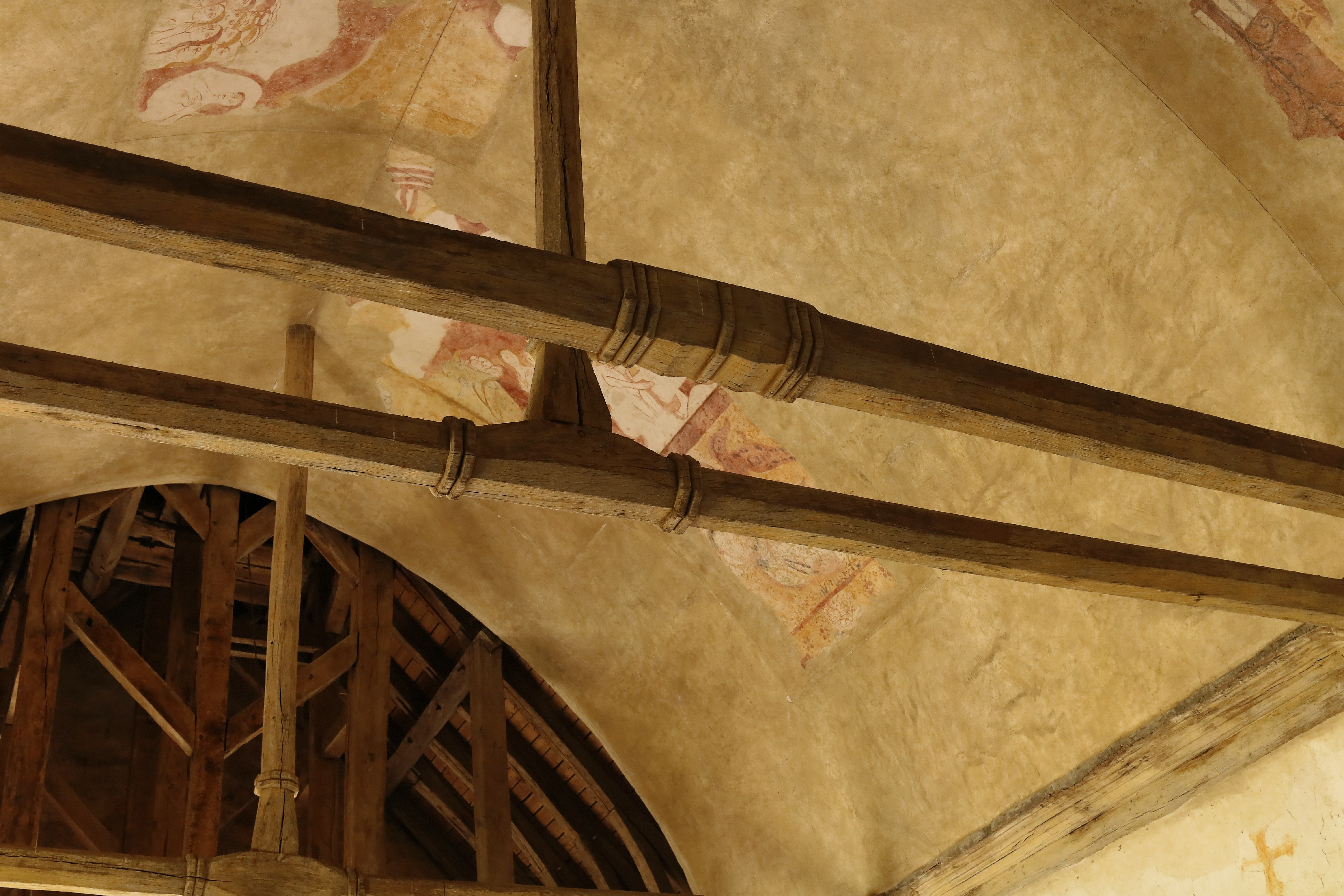
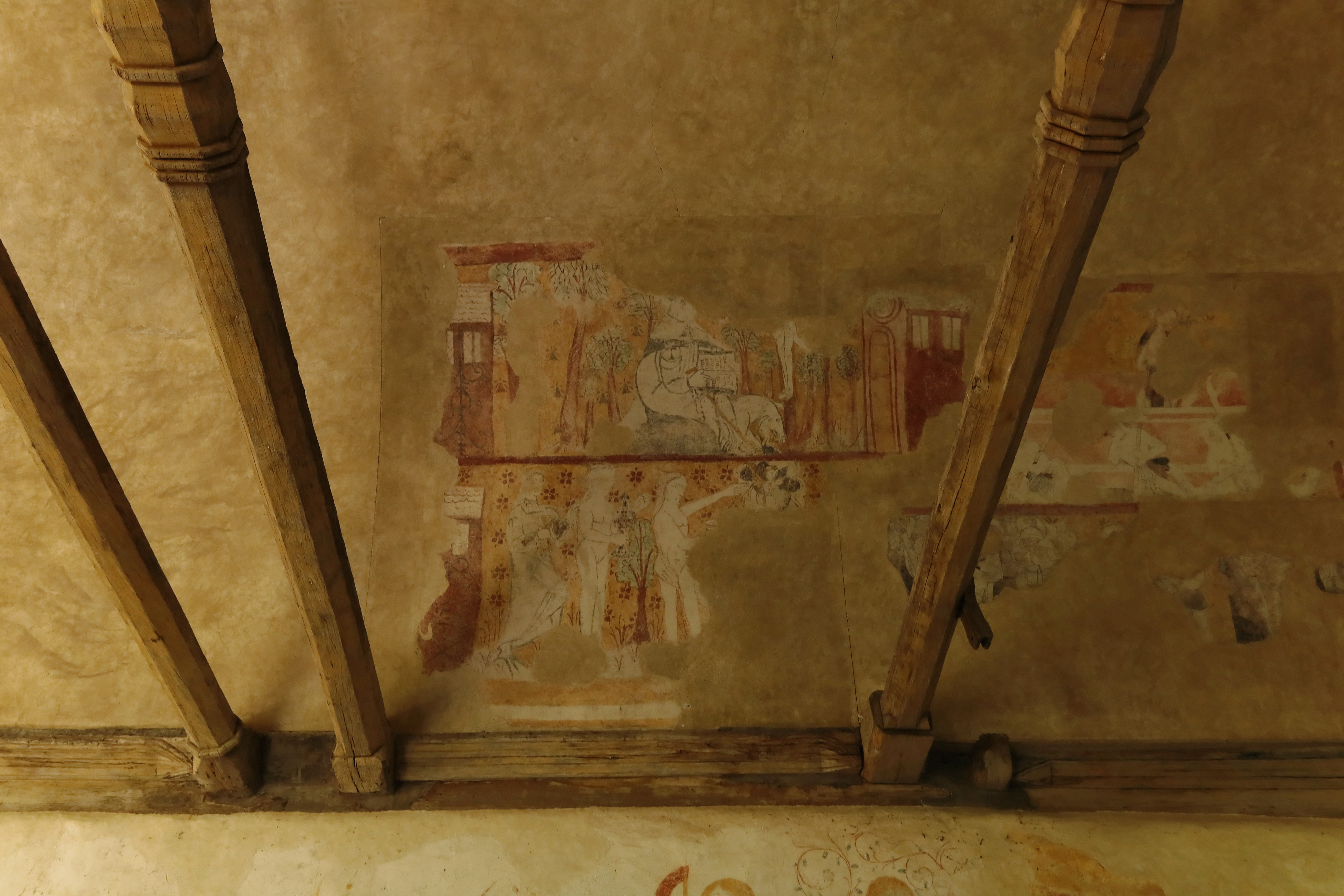
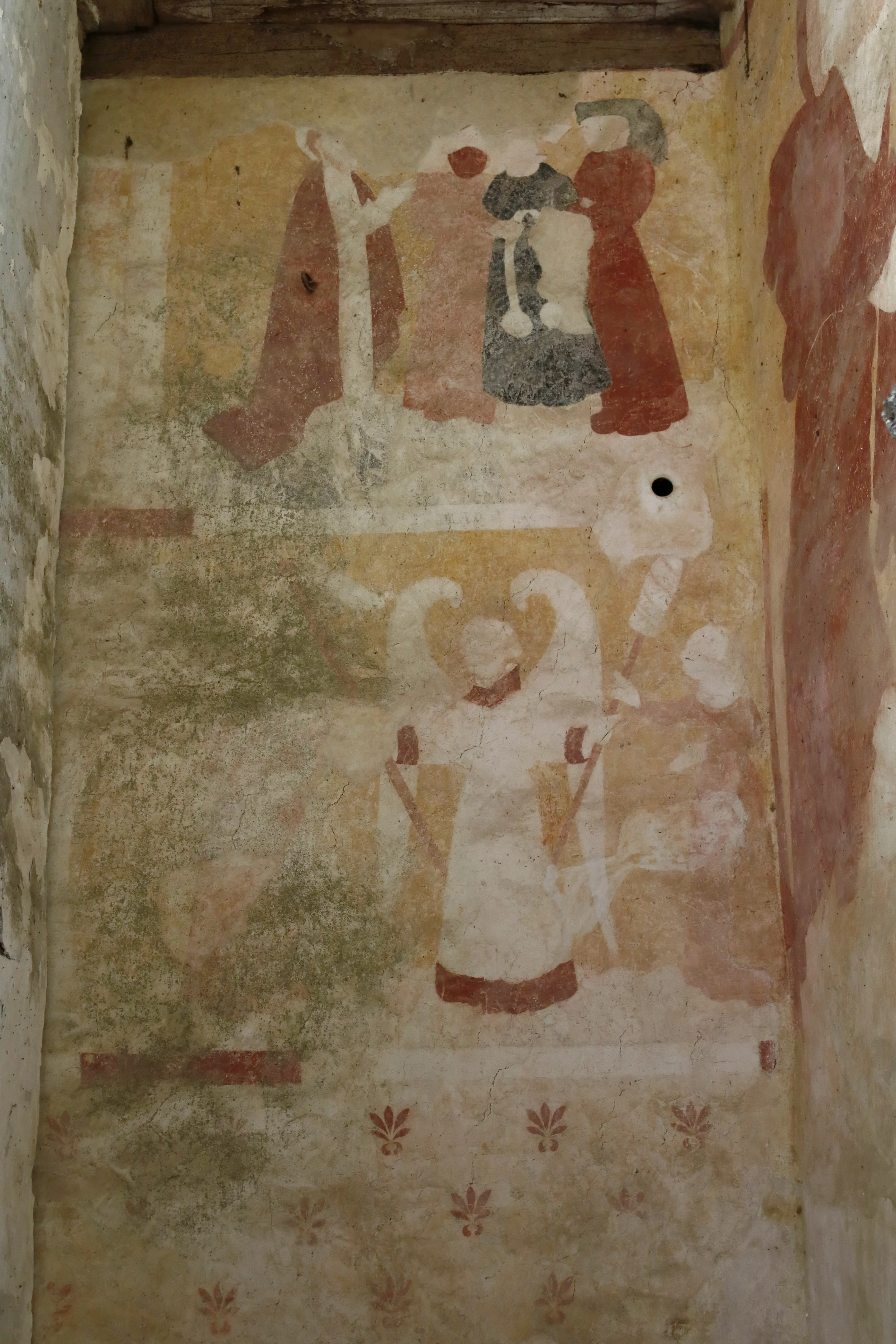
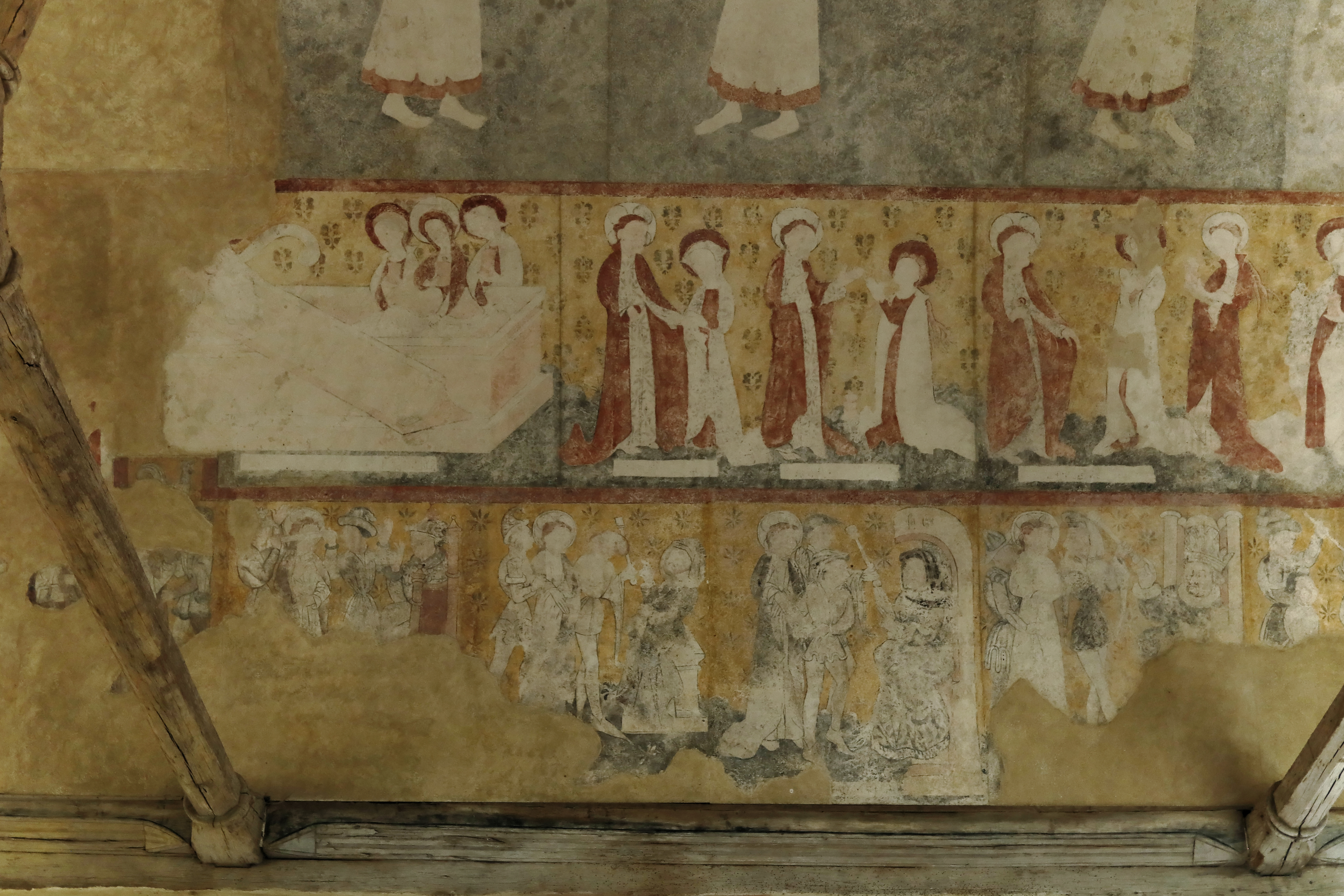
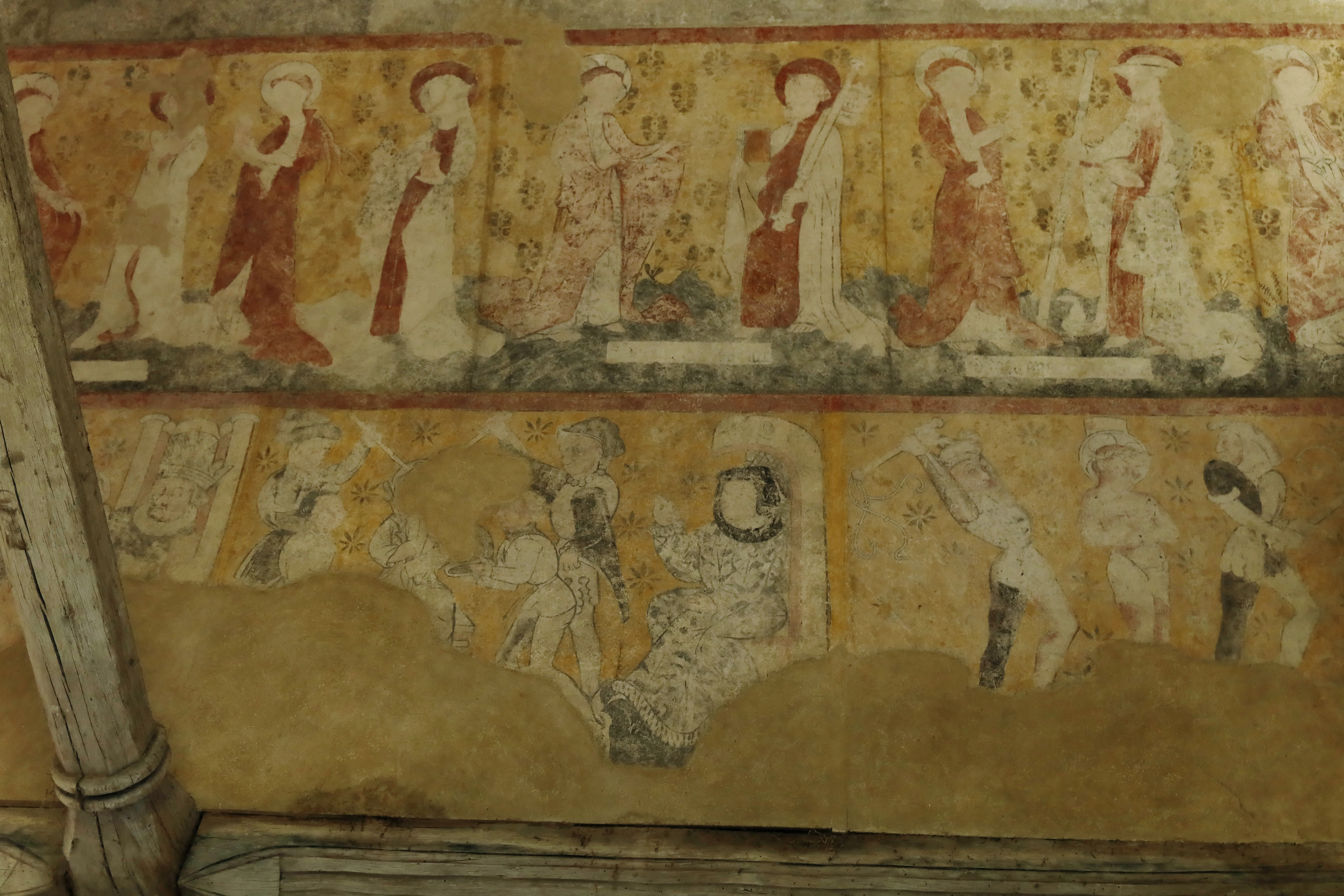
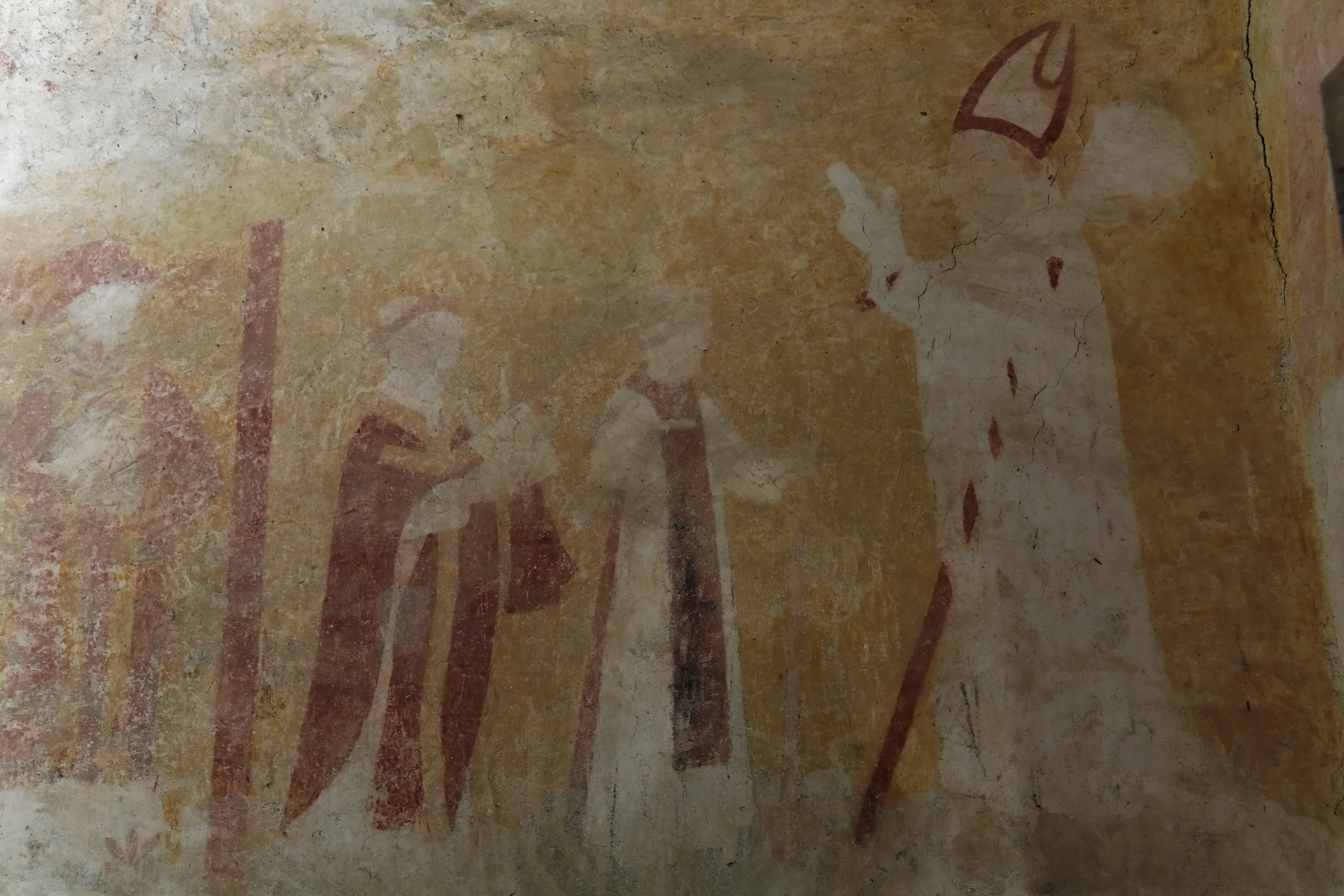
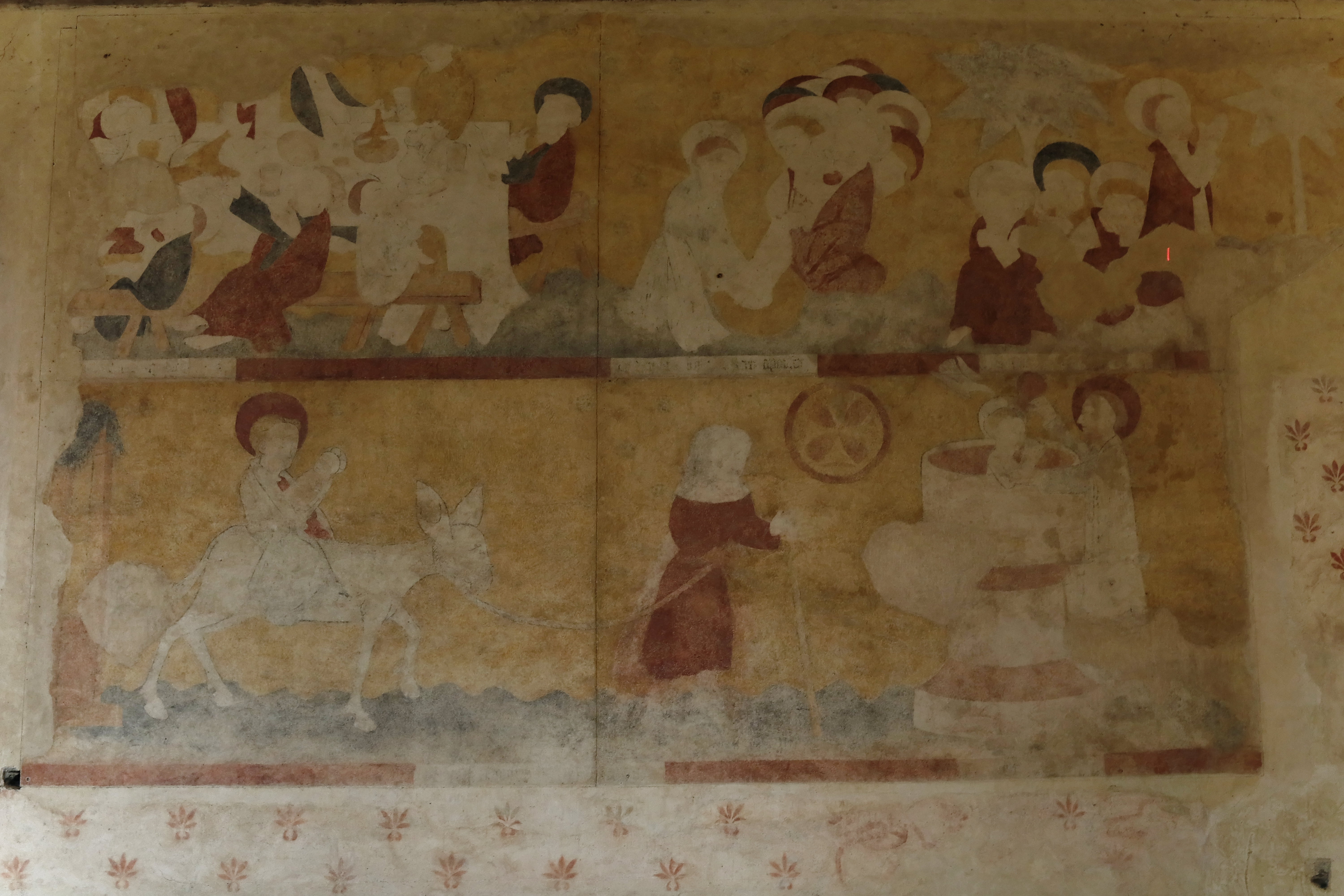
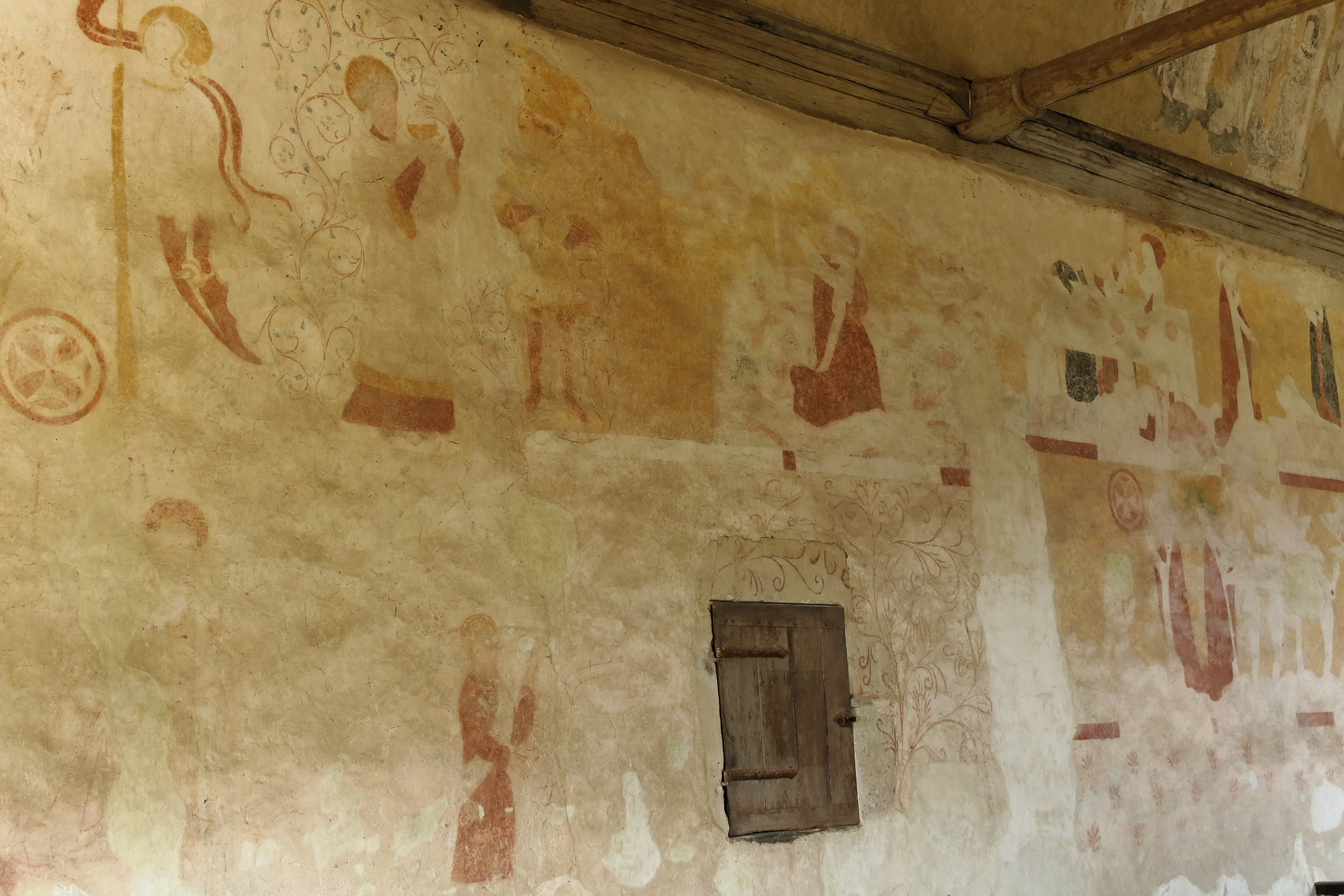